# Димитр Дончев
Димитр Дончев (болг. Димитър Петров/Иванов Дончев; нар. 21 липня 1958, Шумен) — болгарський шахіст, гросмейстер від 1990 року.

## Шахова кар'єра
У 1980-х роках і до середини 1990-х років належав до когорти провідних болгарських шахістів. У 1983 і 1988 роках переміг на чемпіонатах країни, а також здобув три срібні медалі в 1981, 1985 і 1994 роках. В 1982 та 1988 роках взяв участь у шахових олімпіадах, а в 1989 і 1992 роках виступав за національну збірну на командних чемпіонатах Європи (1989 року здобув бронзову медаль в особистому заліку на 2-й шахівниці).
Досягнув низки успіхів на міжнародній арені, зокрема переміг у таких містах, як: Варна (1982, разом з Йорданом Григоровим і Гансом-Ульріхом Грюнбергом), Братислава (1983), Асеновград (1986), Прага (1987), Авуан (1988) і Млада-Болеслав (1992).
Найвищий рейтинг Ело в кар'єрі мав станом на 1 січня 1990 року, досягнувши 2525 очок займав тоді 2-ге місце (позаду Кіріла Георгієва) серед болгарських шахістів. Починаючи з 2001 року не бере участі в турнірах під егідою ФІДЕ.

## Зміни рейтингу
| На цьому місці має відображатися графік чи діаграма, однак з технічних причин його відображення наразі вимкнено. Будь ласка, не видаляйте код, який викликає це повідомлення. Розробники вже працюють для того, щоби відновити штатне функціонування цього графіка або діаграми. | |
| | На цьому місці має відображатися графік чи діаграма, однак з технічних причин його відображення наразі вимкнено. Будь ласка, не видаляйте код, який викликає це повідомлення. Розробники вже працюють для того, щоби відновити штатне функціонування цього графіка або діаграми. |